# Pabilsag
Pabilsag je bog iz sumerske mitologije, zaštitnik grada Isina (danas je to mjesto u Iraku). Sumerani su ga zamišljali kao stvorenje slično kentauru, s dva krila i dvije glave, te s lukom.

## Mitovi
Pabilsag je jednom putovao u Nipur, grad istočno od Babilona, te je Enlilu dao darove.
Nakon toga, Pabilsag je upoznao božicu Ninsunu, koja je prije bila udana i rodila je slavnog Gilgameša. Ninsuna i Pabilsag su se vjenčali na obali rijeke, te su dobili sina Damua, kojem je majka podarila moć nad biljkama.
Pabilsag je uzašao na nebo i postao zviježđe Strijelca. 